# Porte-des-Bonnevaux
Porte-des-Bonnevaux é uma comuna francesa na região administrativa de Auvérnia-Ródano-Alpes, no departamento de Isère. Estende-se por uma área de 43.88 km². Em 2010 a comuna tinha 2 060 habitantes (densidade: 46,9 hab./km²).
Foi criada em 1 de janeiro de 2019, a partir da fusão das antigas comunas de Semons (sede da comuna), Arzay, Commelle e Nantoin.